# Stefan Gebelhoff
Stefan Gebelhoff (* 1964 in Gelsenkirchen) ist ein deutscher Schauspieler.

## Leben
Stefan Gebelhoff absolvierte seine Schauspielausbildung von 1985 bis 1989 an der Schauspielschule Bochum.
Stefan Gebelhoff ist vor allem in der deutschen Komödie Manta Manta als Abiturient Gerd neben Til Schweiger bekannt geworden, hier gab er auch sein Kinodebüt. Später spielte er in Fatih Akıns Filmen Solino und Gegen die Wand mit. Er wirkte als Schauspieler vor der Kamera in bisher über 80 Film-und-Fernsehproduktionen mit. Er ist auch als Bühnendarsteller tätig.
Gebelhoff lebt in Köln.

## Filmografie
- 1991: Manta Manta
- 1991: Lindenstraße (Fernsehserie, 3 Folgen)
- 1992–1993: Vera Wesskamp (Fernsehserie)
- 1993: Ein Bett für Drei (Fernsehen)
- 1994: Keiner liebt mich
- 1993–1994: Stadtklinik (Fernsehserie)
- 1995: Westerdeich (Fernsehserie)
- 1995: Staatsaffäre
- 1995: Wolffs Revier (Fernsehserie)
- 1996: SK-Babies (Fernsehserie)
- 1996: Rache ist süß (Fernsehen)
- 1996: Wildbach (Fernsehserie)
- 1997: High
- 1997: Todesspiel
- 1998: Der Campus
- 1998: Die Anrheiner (Fernsehserie)
- 1998: Ein Fall für zwei (Fernsehserie)
- 1999: Polizeiruf 110 – Mordsfreunde (Fernsehreihe)
- 2000: Die Wache (Fernsehserie)
- 2000: Ich beiß zurück (Fernsehen)
- 2000: Alarm für Cobra 11 – High Speed
- 2001: Das schwangere Mädchen (Fernsehen)
- 2001: Bronski und Bernstein (Fernsehserie)
- 2001: Antonia – Zwischen Liebe und Macht (Fernsehen)
- 2001: Schluss mit lustig! (Fernsehen)
- 2001: Die Manns – Ein Jahrhundertroman (Fernsehserie)
- 2002: Solino
- 2002: Broti & Pacek – Irgendwas ist immer (Fernsehserie)
- 2002: SK Kölsch (Fernsehserie)
- 2002: Tatort – Rückspiel
- 2003: Königskinder
- 2003: Krista (Fernsehserie)
- 2004: Gegen die Wand
- 2004: Küstenwache (Fernsehserie)
- 2004: Die Sitte (Fernsehserie)
- 2004: Drechslers zweite Chance (Fernsehen)
- 2004: Tatort – Eine Leiche zu viel
- 2001–2005: Alarm für Cobra 11 – Die Autobahnpolizei (Fernsehserie)
- 2005: Der Clown
- 2005: Pastewka (Fernsehserie)
- 2005: Der Elefant – Mord verjährt nie (Fernsehserie)
- 2005: SOKO Leipzig (Fernsehserie)
- 2006, 2022: SOKO Köln (Fernsehserie)
- 2006: Tatort – Unter Kontrolle
- 2006: Die Familienanwältin (Fernsehserie)
- 2006: Rohtenburg
- 2006: In aller Freundschaft (Fernsehserie)
- 2006: Stolberg (Fernsehserie)
- 2007: Dr. Psycho – Die Bösen, die Bullen, meine Frau und ich (Fernsehserie)
- 2007: Du gehörst mir
- 2008: Mannsbilder (Sketch-Comedy)
- 2008: Marie Brand und der Charme des Bösen (Fernsehserie)
- 2008–2009: Geld.Macht.Liebe (Fernsehserie)
- 2009: Schlaflos (TV)
- 2009: Hangtime – Kein leichtes Spiel
- 2009: Die Tür
- 2010: Der letzte Bulle (Fernsehserie, Folge Überlebenstraining)
- 2010: Max Schmeling – Eine deutsche Legende
- 2014: Sein gutes Recht
- 2015: Tatort – Dicker als Wasser
- 2017: In aller Freundschaft – Die jungen Ärzte (Fernsehserie, Folge Überleben)
- 2018: Helen Dorn – Prager Botschaft
- 2018: Professor T. (Fernsehserie, Folge Das verlorene Kind)
- 2021: Sugarlove